# Osvračín
Osvračín (en allemand : Wostratschin) est une commune du district de Domažlice, dans la région de Plzeň, en République tchèque. Sa population s'élevait à 604 habitants en 2017.

## Géographie
Osvračín se trouve à 12 km au nord-est de Domažlice, à 35 km au sud-ouest de Plzeň et à 118 km au sud-ouest de Prague.
La commune est limitée par Křenovy, Staňkov et Hlohová au nord, par Močerady à l'est, par Koloveč et Blížejov au sud, et par Horšovský Týn à l'ouest.

## Histoire
La première mention écrite de la localité date de 1289.